# James Green (luchador)
James Malcolm Green (19 de diciembre de 1992), es un luchador estadounidense de lucha libre. Ganó una medalla de bronce en el Mundial de 2015. Obtuvo la medalla de plata en el Campeonato Panamericano de 2016. Segundo en el Campeonato Mundial Universitario de 2014.